# Rundtjärnen (Föllinge socken, Jämtland)
Rundtjärnen är en sjö i Krokoms kommun i Jämtland och ingår i Indalsälvens huvudavrinningsområde.